# Jos Theuns
Joseph "Jos" Theuns (Antwerpen, 8 september 1931 — Antwerpen, 31 december 1992) was een Belgisch wielrenner.
Hij behaalde in zijn carrière, die liep van 1952 tot 1960, slechts 3 zeges (Temse en Melsele in 1955 en de Omloop van Oost-Vlaanderen in 1958). Zijn voornaamste prestatie was een derde plaats in Luik-Bastenaken-Luik van 1958. Jos Theuns was vooral een verdienstelijke helper en ploegmaat, onder anderen van Rik Van Looy en Fred De Bruyne.

## Resultaten in voornaamste wedstrijden
| Jaar | Milaan-San Remo | Gent-Wevelgem | Ronde van Vlaanderen | Luik-Bast.‑Luik |
| ---- | --------------- | ------------- | -------------------- | --------------- |
| 1955 |                 |               |                      | 29e             |
| 1956 |                 | 16e           |                      |                 |
| 1957 |                 | 44e           |                      | 10e             |
| 1958 |                 | 25e           |                      | Brons           |
| 1959 | 35e             | 46e           | 28e                  |                 |